# Copa Mundial de Béisbol Sub-23 de 2022
La Copa Mundial de Béisbol Sub-23 2022 fue una competición de béisbol internacional que se disputó en Taipei y Yunlin, comenzando el 13 de octubre y finalizando el 23 de octubre del 2022.

## Sistema de competición
El torneo contó con tres fases divididas de la siguiente manera:
- Primera ronda: Los doce participantes fueron divididos en dos grupos de 6 equipos cada uno, clasificando a la Súper Ronda los tres primeros de cada grupo, mientras que los tres últimos de cada grupo disputaron una ronda de Consolidación para definir su posición en el torneo.

- Ronda de consolación: Los tres equipos eliminados del grupo 1 de la primera fase se enfrentaron contra cada uno de los tres equipos eliminados del grupo 2, sumándose así los 3 juegos de cada equipo en esta ronda y los dos juegos en la primera ronda contra los otros dos equipos eliminados de su mismo grupo, para definir su posición en el torneo del puesto 7° al 12°.

- Súper ronda: Los tres equipos clasificados del grupo 1 de la primera fase se enfrentaron contra cada uno de los tres equipos clasificados del grupo 2, sumándose así los 3 juegos de cada equipo en esta ronda y los dos juegos en la primera ronda contra los otros dos equipos clasificados de su mismo grupo, para definir su posición en el torneo del 5° al 6°

- Finales: El equipo que finalizó en el 1° lugar de la Súper Ronda se enfrentó ante el equipo del 2° lugar por la medalla de oro y plata, mientras el 3° y 4° lugar se enfrentaron por la medalla de bronce.

## Sedes
| Estadio         | Aforo | Ciudad |
| --------------- | ----- | ------ |
| Shilin District |       | Taipei |
| Douliu City     |       | Yunlin |

## Ronda de Apertura
Disputado del 13 al 19 de octubre en cinco jornadas.

### Grupo A
| Equipo       | G | P | Av    | Dif | CA | CP |
| ------------ | - | - | ----- | --- | -- | -- |
| China Taipéi | 5 | 0 | 1.000 | -   |    |    |
| Japón        | 4 | 1 | .800  | 1   |    |    |
| Colombia     | 3 | 2 | .600  | 2   |    |    |
| Venezuela    | 2 | 3 | .400  | 3   |    |    |
| Alemania     | 1 | 4 | .200  | 4   |    |    |
| Sudáfrica    | 0 | 5 | .000  | 5   |    |    |

     – Clasificados a la Súper Ronda.

     – Juegan la Ronda de Consolación.
| Equipo        | G | P | Av    | Dif | CA | CP |
| ------------- | - | - | ----- | --- | -- | -- |
| Corea del Sur | 5 | 0 | 1.000 | -   |    |    |
| Australia     | 2 | 3 | .400  | 3   |    |    |
| México        | 2 | 3 | .400  | 3   |    |    |
| Países Bajos  | 2 | 3 | .400  | 3   |    |    |
| Cuba          | 2 | 3 | .400  | 3   |    |    |
| Puerto Rico   | 2 | 3 | .400  | 3   |    |    |

     – Clasificados a la Súper Ronda.

     – Juegan la Ronda de Consolación.

## Ronda de consolación
Disputada del 19 al 22 de octubre por los equipos que no clasificaron a la Súper ronda para definir su posición en el torneo. Se inicia la fase con los resultados de enfrentamientos directos.
| Equipo          | G | P | Av   | Dif | CA | CP |
| --------------- | - | - | ---- | --- | -- | -- |
| 7° Venezuela    | 4 | 1 | .800 | -   | -  | -  |
| 8° Países Bajos | 4 | 1 | .800 | -   | -  | -  |
| 9° Puerto Rico  | 3 | 2 | .600 | 1   | -  | -  |
| 10° Cuba        | 3 | 2 | .600 | 1   | -  | -  |
| 11° Alemania    | 1 | 4 | .200 | 3   | -  | -  |
| 12° Sudáfrica   | 0 | 5 | .000 | 4   | -  | -  |

## Super Ronda
Disputada del 19 al 22 de octubre por los tres primeros equipos de cada grupo en la primera ronda. Se inicia la fase con los resultados de enfrentamientos directos.
| Equipo        | G | P | Av   | Dif | CA | CP |
| ------------- | - | - | ---- | --- | -- | -- |
| Japón         | 4 | 1 | .800 | -   | -  | -  |
| Corea del Sur | 4 | 1 | .800 | -   | -  | -  |
| México        | 3 | 2 | .600 | 1   | -  | -  |
| China Taipéi  | 2 | 3 | .400 | 2   | -  | -  |
| 5° Colombia   | 1 | 4 | .200 | 3   | -  | -  |
| 6° Australia  | 1 | 4 | .200 | 3   | -  | -  |

     – Juegan la final del Campeonato Mundial.

     – Juegan por el 3.º Puesto.

## Tercer lugar
Se disputó el 23 de septiembre
| Equipo       | 1 | 2 | 3 | 4 | 5 | 6 | 7 | C | H | E |
| ------------ | - | - | - | - | - | - | - | - | - | - |
| China Taipéi | 0 | 1 | 2 | 0 | 0 | 0 | 0 | 3 | 5 | 0 |
| México       | 1 | 0 | 0 | 0 | 0 | 0 | 0 | 1 | 3 | 0 |

LG: Chen-Hsun Lee  LP: Nestor Aguamea  SV: Hsin Yen Chuang  

## Final
Se disputó el 23 de septiembre
| Equipo        | 1 | 2 | 3 | 4 | 5 | 6 | 7 | C | H | E |
| ------------- | - | - | - | - | - | - | - | - | - | - |
| Corea del Sur | 0 | 0 | 0 | 0 | 0 | 0 | 0 | 0 | 2 | 0 |
| Japón         | 0 | 0 | 3 | 0 | 0 | 0 | 0 | 3 | 5 | 0 |

LG: Takuto Yanagihashi  LP: Saangyung Lee  SV: Ryusei Gonda  

## Posiciones finales
La tabla muestra la posición final de los equipos y el récord.
| Pos                            | Equipo        | Récord |
| ------------------------------ | ------------- | ------ |
|                                | Japón         | 8-1    |
|                                | Corea del Sur | 7-2    |
|                                | China Taipéi  | 6-3    |
| 4                              | México        | 4-5    |
| Eliminados en la súper ronda   |               |        |
| 5                              | Colombia      | 4-4    |
| 6                              | Australia     | 3-5    |
| Eliminados en la primera ronda |               |        |
| 7                              | Venezuela     | 4-4    |
| 8                              | Países Bajos  | 4-4    |
| 9                              | Puerto Rico   | 4-4    |
| 10                             | Cuba          | 5-3    |
| 11                             | Alemania      | 1-7    |
| 12                             | Sudáfrica     | 0-8    |